# Карл-Гайнц Заммлер
Карл-Гайнц Заммлер (нім. Karl-Heinz Sammler; 15 січня 1919, Альтона — 24 травня 1944, Норвезьке море) — німецький офіцер-підводник, оберлейтенант-цур-зее крігсмаріне.

## Біографія
9 жовтня 1937 року вступив на флот. В січні-червні 1941 року пройшов курс підводника. З червня 1941 року — 2-й вахтовий офіцер на підводному човні U-66. В червні-липні 1942 року пройшов курс командира човна. З 16 липня 1942 по 10 червня 1943 року — командир U-59, з 14 липня 1944 року — U-675. 18 травня 1944 року вийшов у свій перший і останній похід. 24 травня U-675 був потоплений в Норвезькому морі західніше Олесунн (62°27′ пн. ш. 03°04′ сх. д.) глибинними бомбами британського летючого човна «Сандерленд». Всі 51 члени екіпажу загинули.

## Звання
- Кандидат в офіцери (9 жовтня 1937)
- Морський кадет (28 червня 1938)
- Фенріх-цур-зее (1 квітня 1939)
- Оберфенріх-цур-зее (1 березня 1940)
- Лейтенант-цур-зее (1 травня 1940)
- Оберлейтенант-цур-зее (1 квітня 1942)